# Cosmos (TV-serie)
Cosmos (originaltitel Cosmos: A Personal Voyage) är en TV-serie som sändes på tv-kanalen PBS för första gången mellan 28 september 1980 och 21 december samma år. TV-serien var den i USA mest sedda fram till 1990-talet och vann en Emmy och en Peabody Award, då serien beräknas ha setts av 500 miljoner personer i 60 länder. En uppföljare till TV-serien producerades 2014 vid namn Cosmos: A Spacetime Odyssey med Neil deGrasse Tyson som presentatör.

## Översikt
Cosmos producerades av den Los Angelesbaserade TV-stationen KCET mellan 1978 och 1979 i Los Angeles och hade en budget på runt 6,3 miljoner dollar. Ytterligare 2 miljoner dollar hade öronmärkts för marknadsföring.
Serien använde sig av för sin tid banbrytande specialeffekter som lät Sagan till synes vandra genom miljöer som egentligen var modeller. Musiken var till stor del gjord av den grekiske kompositören Vangelis. Huvudtemat för serien togs från albumet Heaven and Hell, men andra spår användes också flitigt i serien. Det sista avsnittet använde musik från Vangelisskivorna Albedo 0.39, Spiral, Ignacio, Beaubourg och China. I och med seriens succé fick även Vangelis en världsomspännande spridning.
Sagan har kritiserats för sin beskrivning av Biblioteket i Alexandria och dess fall. Kritikerna menar att han borde klargjort att det fortfarande pågår en diskussion om det ämnet. Han kritiserades även för att tämligen summariskt behandla astrologi som en pseudovetenskap och sin beskrivning av biologisk evolution.
Turner Home Entertainment köpte serien från KCET 1989. Eftersom de nu skulle visas med reklamavbrott redigerades avsnitten ner till kortare längd, och Sagan spelade in nya epiloger för flera avsnitt, där han diskuterade nya upptäckter som gjorts sedan serien först visades. Ett fjortonde avsnitt spelades in, där Sagan intervjuades av Ted Turner.
Serien hade sedan sin första visning länge varit oanvändbar på grund av copyright-regler runt musiken. År 2000 släpptes dock serien på en regionsfri DVD med textning på sju språk, 5.1-ljud samt nya musikspår och ljudeffekter. År 2005 visade Science Channel serien med anledning av seriens 25-årsjubileum. Avsnitten hade då uppgraderats ytterligare med datoranimeringar, nya filmavsnitt och digitalt ljud. De ursprungliga avsnittens 780 minuter redigerades ner till sammanlagt 585 minuter för att rymma reklam.

## Avsnitt
| Nr | Titel                            | Originalvisning   | Kod |
| --- | -------------------------------- | ----------------- | --- |
| 1 | "The Shores of the Cosmic Ocean" | 28 september 1980 |     |
| Carl Sagan tar med sig tittarna i sitt Fantasins Rymdskepp (Spaceship of the Imagination) och påbörjar sin resa som börjar vid universums yttersta gränser och rör sig via kvasarer, galaxer, stjärnhopar och pulsarer mot jorden, där en återskapad kopia av Biblioteket i Alexandria kan ses. |                                  |                   |     |
| 2 | "One Voice in the Cosmic Fugue"  | 5 oktober 1980    |     |
| Sagan beskriver livets uppkomst på jorden, via evolution från mikrober till människan. |                                  |                   |     |
| 3 | "The Harmony of the Worlds"      | 12 oktober 1980   |     |
| Avsnittet behandlar Johannes Kepler och dennes beskrivning av planeters och månars omloppsbanor. |                                  |                   |     |
| 4 | "Heaven and Hell"                | 19 oktober 1980   |     |
| De extrema förhållanden på ytan av Venus beskrivs, och Sagan drar paralleller till en ökad växthuseffekt på jorden. |                                  |                   |     |
| 5 | "Blues for a Red Planet"         | 26 oktober 1980   |     |
| Finns det liv på Mars? Sagan beskriver planetens framväxt med början i tidig science fiction och senare mer vetenskapligt som beskriven av de två Vikingsonderna Viking 1 och 2. |                                  |                   |     |
| 6 | "Travellers' Tales"              | 2 november 1980   |     |
| Sagan använder 1600-talets holländska sjöfarare och utforskare som parallell till de två Voyagersonderna Voyager 1 och 2 och deras resa till Jupiter och Saturnus. |                                  |                   |     |
| 7 | "The Backbone of Night"          | 9 november 1980   |     |
| Avsnittet handlar om Vintergatan. Sagan besöker också sin barndomsskola i Brooklyn där barnen i stort sett har samma frågor som han hade som barn. |                                  |                   |     |
| 8 | "Journeys in Space and Time"     | 16 november 1980  |     |
| Detta avsnitt behandlar stjärnornas rörelser över miljoner år, och titter även lite på tidsresor. |                                  |                   |     |
| 9 | "The Lives of the Stars"         | 23 november 1980  |     |
| Avsnittet behandlar stjärnor - deras födelse, liv och död. |                                  |                   |     |
| 10 | "The Edge of Forever"            | 30 november 1980  |     |
| Genom en resa till Indien och hinduismens oändliga cykler, beskriver Sagan universums historia, bland annat hur galaxer skapas. |                                  |                   |     |
| 11 | "The Persistence of Memory"      | 7 december 1980   |     |
| Sagan talar om valar - ett annat förmodat intelligent däggdjur som bebor vår planet. Han beskriver även gener, och hur de likt böcker lagrar information nödvändig för vår fortlevnad. |                                  |                   |     |
| 12 | "Encyclopedia Galactica"         | 14 december 1980  |     |
| Främmande civilisationer, finns de? Sagan talar om UFO:n, hur vi skulle kunna kommunicera med främmande varelser, och besöker även Egypten för att visa hur hieroglyferna avkodades med hjälp av rosettastenen.                                                                                 |                                  |                   |     |
| 13 | "Who Speaks for Earth?"          | 21 december 1980  |     |
| Sagan avslutar serien med en resa genom tiden, från ursprunget, ungefär 15 miljarder år sedan, till nutid, och beskriver även martyrskapet av vetenskapskvinnan Hypatia från gamla Alexandria. Sagan påpekar även att det är allas uppgift och skyldighet att överleva.                         |                                  |                   |     |